# Pas de San Francisco
El Pas de San Francisco (castellà: Paso de San Francisco) és un coll fronterer entre les repúbliques de Xile i Argentina, situat en la serralada dels Andes a una altura de 4.726 metres sobre el nivell mitjà del mar. Uneix la II Regió d'Atacama, Xile amb la Província de Catamarca, Argentina.

## Galeria

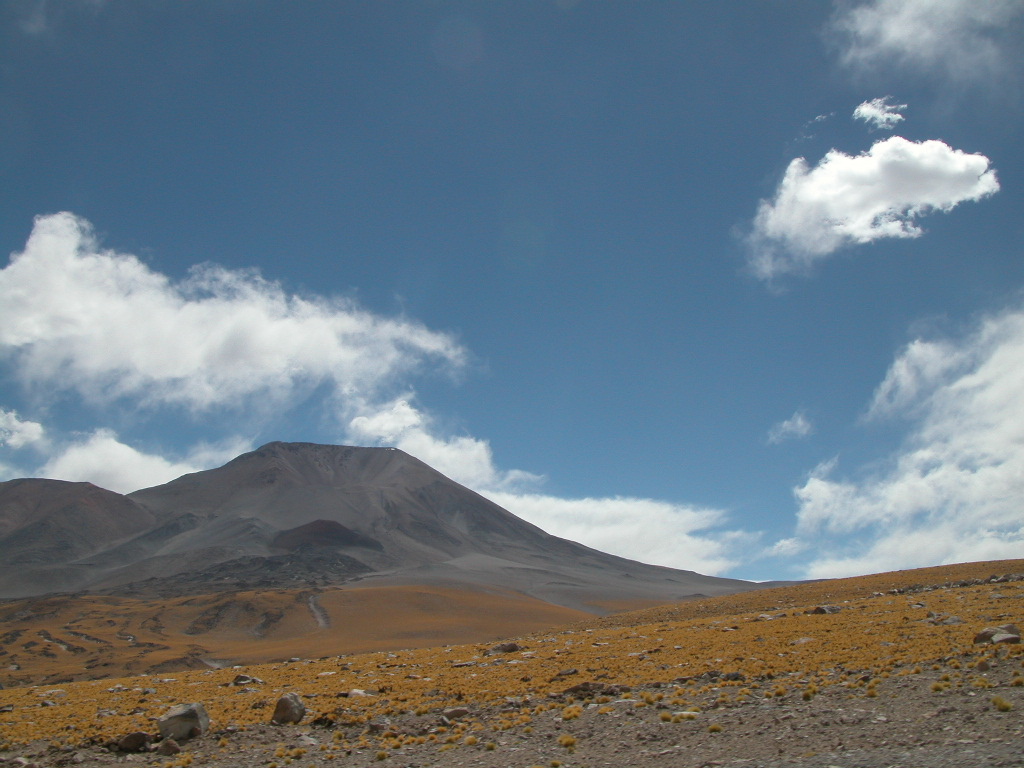
Paisatge, costat argentí
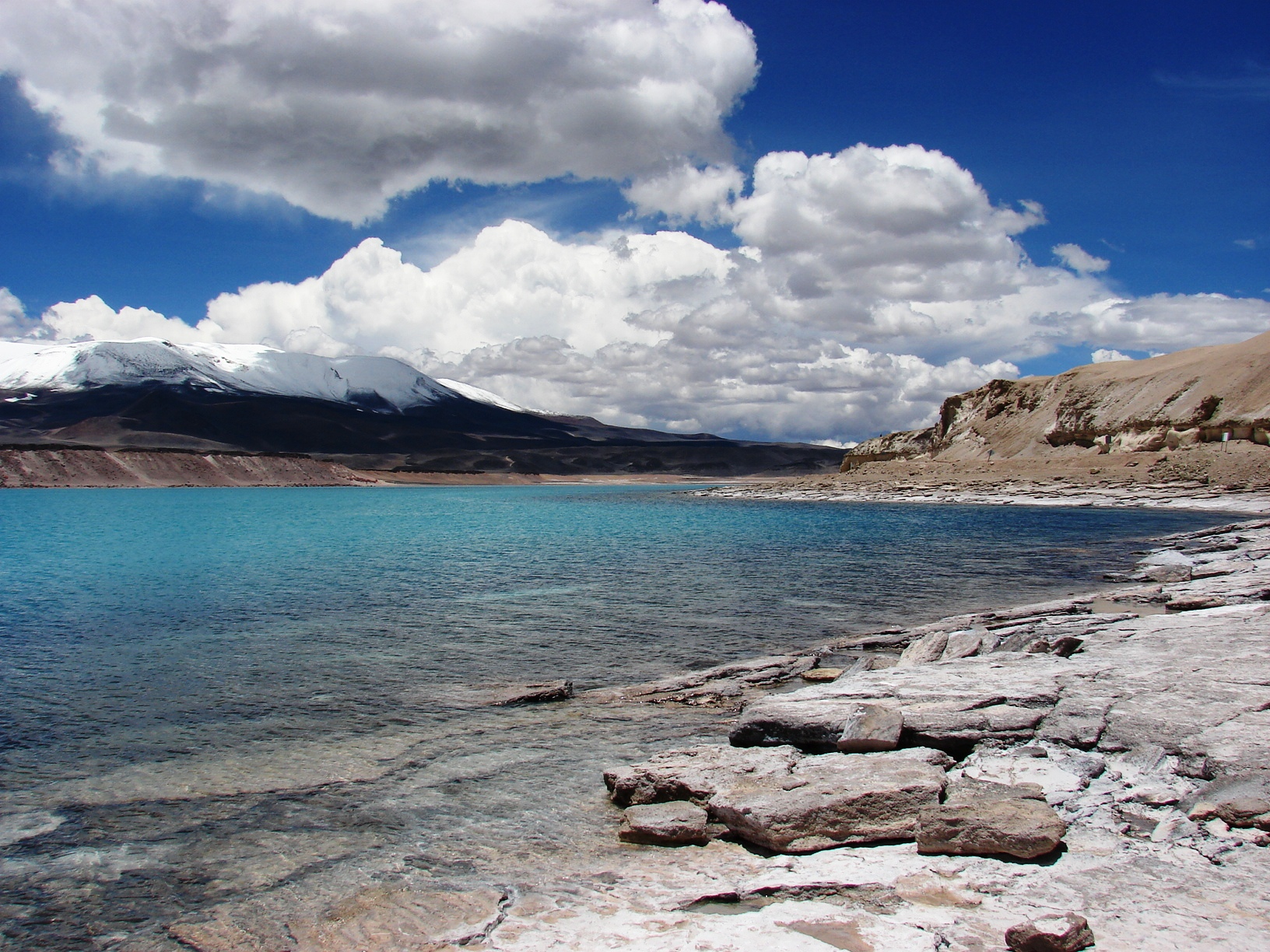
Laguna verde
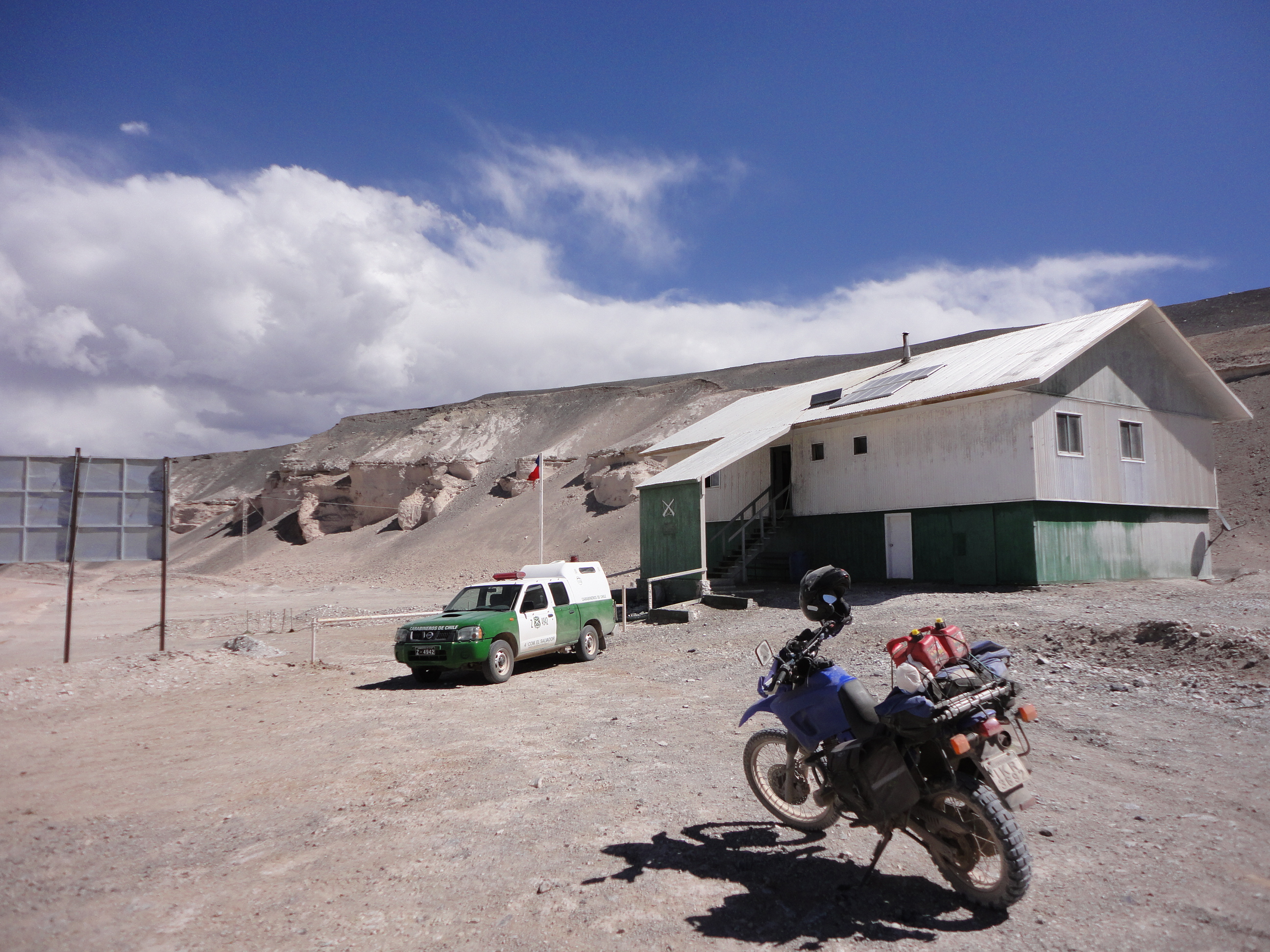
Punt de control de la polica xilena